# Bickenalb
Die Bickenalb (frz: Bickenalbe) ist ein etwa 17 km langer Zufluss des Hornbachs, der in Frankreich entspringt und über das Saarland nach Rheinland-Pfalz (Deutschland) fließt. Die Bickenalb entwässert mit ihren Nebenbächen den Nordwesten des im Département Moselle gelegenen Pays de Bitche und den Südosten des Saarpfalz-Kreises.

## Name
Die Endung -alb leitet sich vom galloromanischen Wort *-albā für 'Weißwasser' ab. Bei dem Bestimmungswort handelt es sich um den Genitiv des althochdeutschen Personennamens Bicko.

## Geographie

### Verlauf
Die Bickenalb entspringt bei Petit-Réderching und fließt nach Nordosten über Bettviller und vorbei an Erching entlang der D 84 zur Staatsgrenze. Danach tritt sie in das Gebiet des Saarpfalz-Kreises ein und fließt entlang der L 110 über Peppenkum und Altheim weiter zur rheinland-pfälzischen Landesgrenze, die kurz vor dem Bickenaschbacher Hof erreicht wird, der zur kreisfreien Stadt Zweibrücken gehört. Nach Passage von Mittelbach, kurz vor Ixheim, mündet die Bickenalb von links in den Hornbach, der etwa 2 km später seinerseits in den Schwarzbach einmündet.
Vom Gesamtverlauf des Gewässers befinden sich 10,3 km auf französischem Gebiet.

### Zuflüsse
- Marxbach (links), 2,9 km
- Dorfwiesenbach (links), 1,7 km
- Linschelbach (rechts), 1,3 km[7]
- Ehrelbach (links), 1,6 km[7]
- Sauerbach (links)
- Kotbach (links), 1,3 km[7]
- Utweiler Bommersbach (rechts), 1,3 km[7] und 1,21 km²
- (Bach aus der Hochrechsklamm) (rechts)
- Herschbach (links)
- Imbach (rechts)
- Medelsheimer Mühlbach (links)
- Simbach (links)
- Becher Bach (rechts)
- Neualtheimer Rohrbach (links)
- Altheimer Brühlbach (links)
- Rußtalbach (rechts)
- Wallenbach (rechts)
- Schreckelbach (links)
- Süßenbach (links)
- (Bach vom Wahlerhof) (links), 1,1 km und 1,09 km²
- Hengstbach (links), 1,6 km, 1,80 km²
- Rechentaler Bach (Bach im Regental) (links), 1,7 km, 2,85 km²
- Langentalbach (links), 0,6 km und 1,81 km²